# Paphiopedilum sugiyamanum
Paphiopedilum sugiyamanum är en orkidéart som beskrevs av William Cavestro. Paphiopedilum sugiyamanum ingår i släktet Paphiopedilum och familjen orkidéer. Inga underarter finns listade i Catalogue of Life.